# Epirrita
Genre
Epirrita est un genre de lépidoptères (papillons) de la famille des Geometridae.

## Espèces rencontrées en Europe
- Epirrita autumnata (Borkhausen, 1794)
  - Epirrita autumnata altivagata (Hartig, 1938)
  - Epirrita autumnata autumnata (Borkhausen, 1794)
- Epirrita christyi (Allen, 1906)
- Epirrita dilutata (Denis & Schiffermüller, 1775)
- Epirrita filigrammaria (Herrich-Schäffer, 1846)
- Epirrita terminassianae Vardikian, 1974